# Philipp Lukas
Philipp Lukas (* 4. Dezember 1979 in Wien) ist ein ehemaliger österreichischer Eishockeyspieler, der zwischen 2000 und 2018 ununterbrochen beim EHC Linz in der österreichischen Eishockey-Liga unter Vertrag stand.

## Karriere

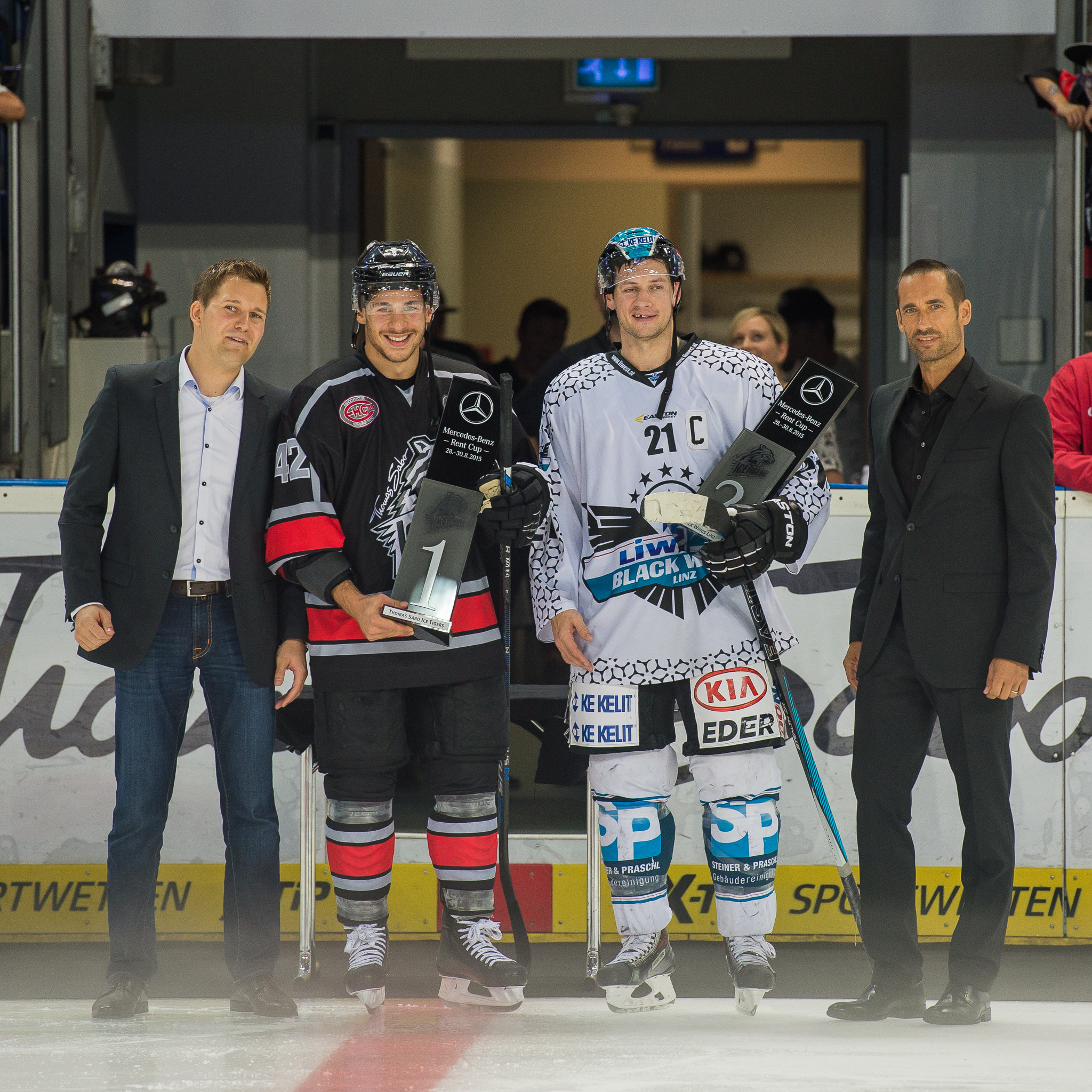
Yasin Ehliz (li.) und Philipp Lukas (2015)

Philipp Lukas lernte den Eishockey-Sport im Alter von acht Jahren kennen, als er gemeinsam mit seinem Vater und seinem Bruder Robert zu einem Training des WAT Stadlau erschien. Nicht sonderlich begeistert von dieser Sportart zu diesem Zeitpunkt, brachte sein Vater, der als ehemaliger Eishockeyspieler der Tschechoslowakei Nachwuchstrainer wurde, seinem Sohn Eishockey näher. Lukas und sein Bruder wurden nun nicht nur am Eis trainiert, sondern arbeiteten auch zu Hause an ihrer Stock- und Scheibentechnik. Im Sommer besuchten die Brüder jährlich Trainingslager in Tschechien, um die eisfreie Zeit in Österreich zu überbrücken.
Mit 16 Jahren spielte Lukas unter dem Profitrainer Kurt Harand, der ihn auch bald in die Kampfmannschaft des CE Wien integrierte. Dort lernte er auch Spieler wie Andreas Judex, Raimund Divis oder Oliver Setzinger kennen. Nachdem er die AHS abgeschlossen hatte, schloss er sich der HSNS (Heeressport- und Nahkampfschule) an, womit er auch während seiner Bundesheerzeit Eishockey trainieren konnte.
1999 wurde Philipp Lukas schließlich ein Angebot der VEU Feldkirch unterbreitet, das er auch annahm. Von da an behauptete er sich in der höchsten österreichischen Spielklasse. Bereits ein Jahr später wechselte Lukas wegen des Konkurses seines Vereins mit Spielern wie Rick Nasheim, Mark Szücs, Christian Perthaler und Markus Peintner zu den Black Wings Linz.
Am 4. April 2018 gab er nach dem Playoff-Aus gegen Salzburg sein Karriereende bekannt. Der Verein wird seine Rückennummer 21 nicht mehr vergeben.

### International
Bereits mit 14 Jahren war Philipp Lukas soweit gereift, um eine fixe Größe im österreichischen Junioren-Nationalteam zu sein, in dem er sich unter anderem bei Turnieren in der Schweiz, Kanada oder den Niederlanden regelmäßig mit Toren und Assists in die Punkteliste eintrug. Er nahm an den U18-C-Europameisterschaften 1996, als er bester Verteidiger und bester Torvorbereiter des Turniers war,  und 1997, als er zum besten Spieler seiner Mannschaft gewählt wurde, sowie der U20-C-Weltmeisterschaft 1997 teil.
Sein Debüt im österreichischen Nationalteam gab er am 13. November 1999 bei der 1:3-Niederlage gegen Deutschland im Freundschaftsspiel in Rosenheim. Anschließend spielte er bei den Weltmeisterschaften 2001, 2002, 2003, 2004, 2007 und 2011 für die Alpenländler in der Top-Division. Nach dem Abstieg 2007 spielte er bei der Weltmeisterschaft 2008 in der Division I und erreichte mit seiner Mannschaft den sofortigen Wiederaufstieg in die Top-Division. Zudem vertrat er seine Farben bei den Qualifikationsturnieren für die Olympischen Winterspiele in Salt Lake City 2002 und in Vancouver 2010.

### Als Trainer
Nach seinem Karriereende als Spieler wurde Lukas Eishockeytrainer, zunächst als Fitnesstrainer bei den Black Wings und als Assistenztrainer der österreichischen U20-Nationalmannschaft. 2020 wurde er Assistenztrainer bei den Steel Wings Linz und betreute weiterhin verschiedene Nationalmannschaften Österreichs als Co-Trainer. Im Februar 2022 wurde er als neuer Cheftrainer und Sportdirektor der Black Wings Linz vorgestellt.

## Erfolge und Auszeichnungen
- 1996 Bester Verteidiger und bester Vorbereiter bei der U18-C-Europameisterschaft
- 1997 Aufstieg in die B-Gruppe bei der U20-C-Weltmeisterschaft
- 2003 Österreichischer Meister mit dem EHC Linz
- 2008 Aufstieg in die Top Division bei der Weltmeisterschaft der Division I
- 2012 Österreichischer Meister mit dem EHC Linz

## Karrierestatistik
(Legende zur Spielerstatistik: Sp oder GP = absolvierte Spiele; T oder G = erzielte Tore; V oder A = erzielte Assists; Pkt oder Pts = erzielte Scorerpunkte; SM oder PIM = erhaltene Strafminuten; +/− = Plus/Minus-Bilanz; PP = erzielte Überzahltore; SH = erzielte Unterzahltore; GW = erzielte Siegtore; 1 Play-downs/Relegation; Kursiv: Statistik nicht vollständig)